# Norops schiedei
Norops schiedei är en ödleart som beskrevs av  Wiegmann 1834. Norops schiedei ingår i släktet Norops och familjen Polychrotidae. IUCN kategoriserar arten globalt som otillräckligt studerad. Inga underarter finns listade i Catalogue of Life.